# Radikal 179
Radikal 179 mit der Bedeutung „Schnittknoblauch / Chinesischer Schnittlauch“ ist einer von elf der 214 traditionellen Radikale der chinesischen Schrift, die mit neun Strichen geschrieben werden. Mit drei Zeichenverbindungen in Mathews’ Chinese-English Dictionary gibt es sehr wenige Schriftzeichen, die unter diesem Radikal im Lexikon zu finden sind.
Das Radikal Lauch nimmt nur in der Langzeichen-Liste traditioneller Radikale, die aus 214 Radikalen besteht, die 179. Position ein. In modernen Kurzzeichen-Wörterbüchern kann es sich an ganz anderer Stelle finden. Im Neuen chinesisch-deutschen Wörterbuch aus der Volksrepublik China steht es zum Beispiel an 205. Stelle.
Dieses Schriftzeichen bedeutet Schnittknoblauch und bezieht sich auf den nach Knoblauch riechende Chinesischer Schnittlauch. Das Zeichen kommt weder auf Orakelknochen noch als Bronzeschrift-Zeichen vor, obwohl die Schnittknoblauch seit Urzeiten zur chinesischen Nahrung gehört. Eine Erklärung könnte sein, dass dieses Zeichen bislang noch nicht identifiziert wurde.

## Schriftzeichenverbindungen, die vom Radikal 179 regiert werden
| Striche | Zeichen |
| ------- | ------- |
| +0      | 韭      |
| +06     | 韯      |
| +07     | 韰      |
| +08     | 韱      |
| +10     | 韲      |

 Im Unicodeblock Kangxi-Radikale ist das Radikal 179 unter der Codepointnummer 12.210 (U+2FB2) codiert.